# Family Party
"Family Party" é um single colaborativo entre as bandas japonesas de visual kei Kiryu, Codomo Dragon e Royz, da gravadora B.P Records. Foi lançado em 25 de novembro de 2015 em dez versões, sendo elas a edição limitada A e mais três versões para cada banda. O videoclipe da canção principal, "Ryōran Ressonance", foi lançado em 3 de dezembro de 2015 no canal oficial da gravadora.

## Composição
Mitsuki Sakai, guitarrista e principal compositor do Kiryu e Hayato, vocalista e principal compositor do Codomo Dragon foram escolhidos como compositores da faixa principal "Ryōran Ressonance". Hayato contou em entrevista ao website Natalie que foi Sakai que iniciou a base da composição. Depois, o cantor adicionou as melodias, a progressão das cordas e a ordem em que cada vocalista iria cantar. A letra foi escrita pelo vocalista do Royz, Subaru, que pensou dar um estilo japonês a ela.
A bateria foi gravada por Tokai Junji do Kiryu, o baixo por Men-Men de Codomo Dragon e as guitarras por Takemasa Kujou (Kiryu) e Kuina (Royz).

## Turnê
Uma turnê pelo Japão em que as três bandas performaram juntas, chamada BP RECORDS label tour FAMILY PARTY começou em 28 de novembro de 2015. A turnê se encerrou com três performances solo dos grupos, com Kiryu no dia 8 de janeiro, Codomo Dragon no dia 9 e Royz no dia 10.

## Recepção
Alcançou a sétima posição na Oricon Albums Chart principal e a primeira na Oricon Indies, e permaneceu na parada por seis semanas. Foi o quinto single independente mais vendido em 2015 no Japão, de acordo com a Oricon.

## Faixas

### Edição limitada A
| CD  |                                      |                             |         |  |
| N.º | Título                               | Música                      | Duração |  |
| 1.  | "Ryōran Ressonance" (繚乱レゾナンス) | Kiryu, Royz e Codomo Dragon | 4:15    |  |
| 2.  | "Utakata" (泡沫)                     | Kiryu                       | 3:28    |  |
| 3.  | "Emotions"                           | Royz                        | 3:53    |  |
| 4.  | "Kuro to Aka" (クロトアカ)           | Codomo Dragon               | 3:40    |  |
| 5.  | "Ryōran Ressonance" (Versão Karaokê) | Kiryu, Royz e Codomo Dragon | 4:15    |  |

| DVD |                                              |         |  |
| N.º | Título                                       | Duração |  |
| 6.  | "Ryōran Ressonance" (Videoclipe + Making-of) |         |  |

### Kiryu

#### Edição limitada
| CD  |                            |               |         |  |
| N.º | Título                     | Música        | Duração |  |
| 1.  | "Utakata" (泡沫)           | Kiryu         | 3:43    |  |
| 2.  | "Emotions"                 | Royz          | 3:53    |  |
| 3.  | "Kuro to Aka" (クロトアカ) | Codomo Dragon | 5:03    |  |
| 4.  | "Utakata" (Versão Karaokê) | Kiryu         | 3:40    |  |

| DVD |                                    |         |  |
| N.º | Título                             | Duração |  |
| 6.  | "Utakata" (Videoclipe + Making-of) |         |  |

#### Edição regular C
| N.º | Título                     | Música        | Duração |  |
| 1.  | "Utakata" (泡沫)           | Kiryu         | 3:43    |  |
| 2.  | "Rengoku" (煉獄)           | Kiryu         | 4:36    |  |
| 3.  | "Emotions"                 | Royz          | 3:53    |  |
| 4.  | "Kuro to Aka" (クロトアカ) | Codomo Dragon | 3:40    |  |

#### Edição regular D
| N.º | Título                                | Música        | Duração |  |
| 1.  | "Utakata" (泡沫)                      | Kiryu         | 3:43    |  |
| 2.  | "Kakusei Ni Hayu Shun" (拡聲ニ蝕ユ蠢) | Kiryu         | 3:44    |  |
| 3.  | "Emotions"                            | Royz          | 3:53    |  |
| 4.  | "Kuro to Aka" (クロトアカ)            | Codomo Dragon | 3:40    |  |

### Royz

#### Edição limitada E
| CD  |                             |               |         |  |
| N.º | Título                      | Música        | Duração |  |
| 1.  | "Emotions"                  | Royz          | 3:53    |  |
| 2.  | "Utakata" (泡沫)            | Kiryu         | 3:43    |  |
| 3.  | "Kuro to Aka" (クロトアカ)  | Codomo Dragon | 3:40    |  |
| 4.  | "Emotions" (Versão Karaokê) | Royz          | 3:53    |  |

| DVD |                                     |         |  |
| N.º | Título                              | Duração |  |
| 6.  | "Emotions" (Videoclipe + Making-of) |         |  |

#### Edição regular F
| CD  |                            |               |         |  |
| N.º | Título                     | Música        | Duração |  |
| 1.  | "Emotions"                 | Royz          | 3:53    |  |
| 2.  | "Lolita Complex"           | Royz          | 3:56    |  |
| 3.  | "Utakata" (泡沫)           | Kiryu         | 3:43    |  |
| 4.  | "Kuro to Aka" (クロトアカ) | Codomo Dragon | 3:40    |  |

#### Edição regular G
| CD  |                            |               |         |  |
| N.º | Título                     | Música        | Duração |  |
| 1.  | "Emotions"                 | Royz          | 3:53    |  |
| 2.  | "Always"                   | Royz          | 4:45    |  |
| 3.  | "Utakata" (泡沫)           | Kiryu         | 3:43    |  |
| 4.  | "Kuro to Aka" (クロトアカ) | Codomo Dragon | 3:40    |  |

### Codomo Dragon

#### Edição limitada H
| CD  |                                |               |         |  |
| N.º | Título                         | Música        | Duração |  |
| 1.  | "Kuro to Aka" (クロトアカ)     | Codomo Dragon | 5:03    |  |
| 2.  | "Utakata" (泡沫)               | Kiryu         | 3:43    |  |
| 3.  | "Emotions"                     | Royz          | 3:28    |  |
| 4.  | "Kuro to Aka" (Versão Karaokê) | Codomo Dragon | 3:40    |  |

| DVD |                                        |         |  |
| N.º | Título                                 | Duração |  |
| 6.  | "Kuro to Aka" (Videoclipe + Making-of) |         |  |

#### Edição regular I
| CD  |                            |               |         |  |
| N.º | Título                     | Música        | Duração |  |
| 1.  | "Kuro to Aka" (クロトアカ) | Codomo Dragon | 5:03    |  |
| 2.  | "Tetra"                    | Codomo Dragon | 3:57    |  |
| 3.  | "Utakata" (泡沫)           | Kiryu         | 3:43    |  |
| 4.  | "Emotions"                 | Royz          | 3:28    |  |

#### Edição regular J
| CD  |                            |               |         |  |
| N.º | Título                     | Música        | Duração |  |
| 1.  | "Kuro to Aka" (クロトアカ) | Codomo Dragon | 5:03    |  |
| 2.  | "Sick ?"                   | Codomo Dragon | 2:59    |  |
| 3.  | "Utakata" (泡沫)           | Kiryu         | 3:43    |  |
| 4.  | "Emotions"                 | Royz          | 3:53    |  |

## Créditos
Ryōran Ressonance
- Kurosaki Mahiro, Subaru, Hayato - vocais
- Kujou Takemasa, Kuina - guitarra
- meN-meN - baixo
- Tokai Junji - bateria

Kiryu
- Kurosaki Mahiro (黒崎眞弥) - vocal
- Sakai Mitsuki (酒井参輝) - guitarra
- Kujou Takemasa (九条武政) - guitarra
- Ishiki Hiyorii (一色日和) - baixo
- Tokai Junji (遠海准司) - bateria

Royz
- Subaru (昴) - vocal
- Kuina (杙凪) - guitarra
- Koudai (公大) - baixo
- Tomoya (智也) - bateria

Codomo Dragon
- Hayato  (ハヤト) - vocal
- Kana (華那) - guitarra
- Yume (ゆめ) - guitarra
- meN-meN - baixo
- Chamu (チャム) - bateria